# بوگرا-۳
بوگرا-۳ (به لاتین: Bogra-3) یک منطقهٔ مسکونی در بنگلادش است که در ناحیه بوگرا واقع شده‌است.